# Порт, Луи де
Луи́ де Порт (фр. Louis de Portes; 24 апреля 1666, Кастр, Лангедок — 28 февраля 1739, Женева, Швейцария) — французский и швейцарский военачальник.

## Происхождение и семья
Сын гугенота Жака де Порта, бежавшего от религиозных преследований в Швейцарию — в Лозанну, затем — в Веве, и Маргерит дю Понсе. Был дважды женат: первая жена — его двоюродная сестра Маргерит дю Понсе, дочь Жана дю Понсе, бежавшего из Франции в Голландию; вторая жена — Маргерит де Бюде, дочь Гийома де Бюде, сеньора Ферне и Буази, жителя Женевы.

## Биография
Протестант. С 1690 года находился на службе у Франции в качестве капитана, уволен в 1698 году за своё вероисповедание. С 1703 года на службе у Савойского герцогства в качестве полковника протестантского подразделения. Отличился во время осады Турина в 1706 году, затем — на Сицилии. С 1711 года — генерал, с 1719 года — фельдмаршал-лейтенант, с 1731 года — генерал артиллерии. С 1733 года в отставке. Приобрёл большое количество земельной собственности на территории Швейцарии: Куэнзен (1712), Симон под Верье (1721), Крассье (1723), Женолье (1725), Борекс (1738). В 1720 году по приказу де Порта был построен замок в Куэнзене, сохранившийся до наших дней.